# Jeroen Simons
Jeroen Simons este un muzician de origine neerlandeză. El a fost pentru o perioadă de patru ani (2002 - 2006) toboșarul formației neerlandeze de Symphonic metal, Epica.